# Гута-Потіївка
Гу́та-Поті́ївка — село в Україні, у Потіївській сільській територіальній громаді Житомирського району Житомирської області. Населення становить 249 осіб (2001).
На північний схід від села розташований ландшафтний заказник «Березовий гай».

## Історія
Засноване наприкінці XVIII століття..
У 1900 році — власницьке село Потіївської волості Радомисльського повіту Київської губернії. Відстань від повітового міста 43  версти, від волості 16. Дворів 76, мешканців 462, 3 кузні.
До 6 серпня 2015 року — адміністративний центр Гуто-Потіївської сільської ради Радомишльського району Житомирської області.